# Paisaje con la caída de Ícaro
Paisaje con la caída de Ícaro es un pintura al óleo sobre lienzo que durante mucho tiempo se pensó que era obra de Pieter Brueghel el Viejo, aunque tras examinarla en 1996 se considera muy dudoso. Es probable que se trate de una versión de un original de Brueghel que se ha perdido. Basada en la versión de la historia que presenta Ovidio en Las metamorfosis, la pintura fue el tema de un poema con el mismo nombre de William Carlos Williams, y fue descrito en el poema de W. H. Auden Musée des Beaux-Arts, que recibe el nombre del museo en el que se encuentra la pintura en Bruselas.
En la mitología de la Antigua Grecia, Ícaro consiguió volar con alas hechas de plumas pegadas con cera, pero en su vuelo se acercó tanto al sol que se fundió la cera, cayó al mar y se ahogó. Sus piernas se pueden ver en el agua, junto al barco más grande de la pintura.
Aunque el arte de paisajes con el tema del título representado por pequeñas figuras en la lontananza eran un motivo habitual en la Pintura flamenca de los siglos XV y XVI, el tener formas sin mucha relación con el tema en primer plano es original, y representa una ruptura respecto a la jerarquía de los géneros. Otros paisajes de Brueghel, como por ejemplo Los cazadores en la nieve (1565) muestran figuras en primer plano, pero no tan grandes y en ausencia de algo de una clase «superior» en el fondo.
Se desconocía la existencia de esta pintura hasta que la compró el museo en 1912; a continuación apareció otra versión, en la que Ícaro está aún en el aire, generalmente considerada inferior, y se encuentra en otro museo de Bruselas. Es la única pintura de Brueghel de tema mitológico, y sería su único óleo sobre lienzo, pues sus otras obras sobre lienzo son témperas. La perspectiva del barco y las figuras no es totalmente correcta, aunque esto puede reforzar la composición. También realizó un grabado con el barco y las dos figuras cayendo.
El labrador del arado, el pastor y el pescador aparecen mencionados en el relato de Ovidio; están: «asombrados y creen ver a los dioses aproximándose a través del éter», lo que no cuadra precisamente con la impresión que da el cuadro. También hay un proverbio flamenco que dice «Ningún arado se detiene porque un hombre muera». La pintura puede, como sugiere el poema de Auden, mostrar la indiferencia de la humanidad al sufrimiento, resaltando que los hombres siguen con sus quehaceres a pesar de la muerte de la figura mitológica.